# Adrian Ellison
Adrian Charles Ellison (født 11. september 1958 i Solihull, England) er en britisk tidligere roer og olympisk guldvinder.
Ellison vandt en guldmedalje ved OL 1984 i Los Angeles, som del af den britiske firer med styrmand. Han var styrmand i båden, hvor Steve Redgrave, Martin Cross, Andy Holmes og Richard Budgett var roerne. Han var også med i briternes otter ved OL 1992 i Barcelona.

## OL-medaljer
- 1984:  Guld i firer med styrmand